# Pontevico
Pontevico ist eine Gemeinde mit 7019 Einwohnern (Stand 31. Dezember 2023) in der Provinz Brescia in der italienischen Region Lombardei und liegt in der antiken Region Venetia et Histria.

## Geografie
Die Gemeinde liegt 32 km von Brescia entfernt an der Grenze zur Provinz Cremona am Oglio.
Ortsteile sind Bettegno, Campazzo, Chiesuola (Dossi), Gauzza, Incassano und Torchiera. Die Nachbargemeinden sind Alfianello, Bassano Bresciano, Corte de’ Frati (CR), Robecco d’Oglio (CR), San Gervasio Bresciano, Verolanuova und Verolavecchia. Die Gemeinde gehört zur Regione Agraria n. 13 – Pianura Bresciana Centrale und zum Parco dell’Oglio Nord.
Landwirtschaft und Textilindustrie stellen die Mehrzahl der Arbeitsplätze. Rund 40 % der Einwohner sind berufstätig.

## Geschichte
Ende des 9., Anfang des 10. Jahrhunderts gründeten die Brescianer in Pontevico ein Kastell, das bis 1127 der Familie Martinengo gehörte. Im Mai 1208 wurde der von Cremona in Brescia eingesetzte Podestà von Mailand und Brescia, die sich verbündet hatten, vertrieben und zog sich auf die Burg Pontevico zurück, die im September des Jahres ebenfalls verloren ging. Während seiner Auseinandersetzungen mit den Lombarden lagerte Kaiser Friedrich II. in den Jahren 1237 und 1238 kurzzeitig bei Pontevico. 1251 ist auch Konrad IV. in Pontevico nachweisbar.
Während des Spanischen Erbfolgekriegs hatte Prinz Eugen 1701 sein Hauptquartier in Pontevico.
1977 stürzte die Brücke über den Oglio ein.

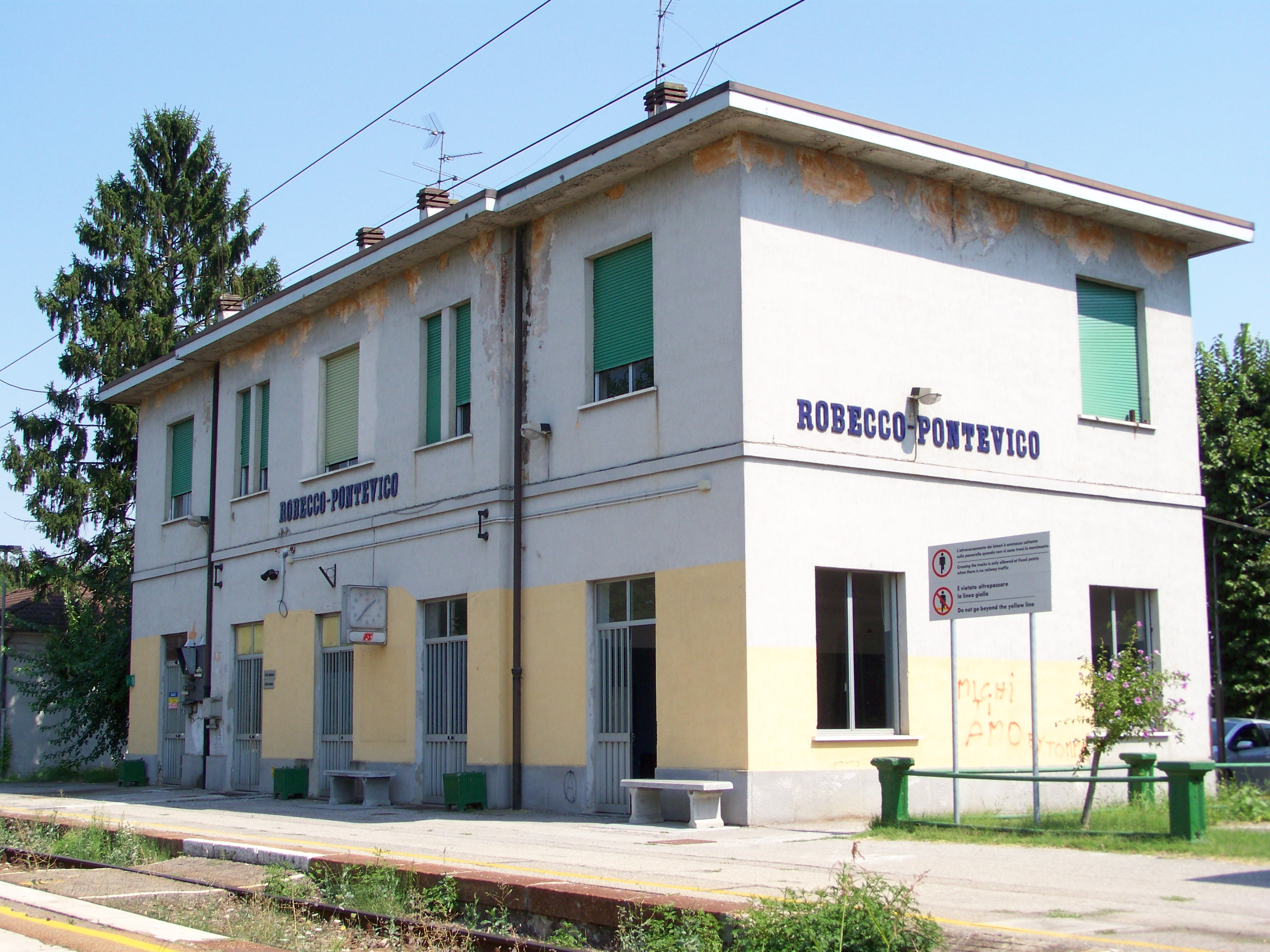
Der gemeinsame Bahnhof von Pontevico und Robecco an der Bahnstrecke Brescia–Cremona

## Persönlichkeiten
- Angelo Kardinal Bagnasco (* 1943), Erzbischof von Genua und seit 7. März 2007 Vorsitzender der italienischen Bischofskonferenz (CEI)